# Beta Piscis Austrini

Constelação de Piscis Austrinis. A estrela Beta Piscis Austrini está retratada com a letra grega β

Beta Piscis Austrini (Tien Kang, 17 Piscis Austrini) é uma estrela na direção da Piscis Austrinus. Possui uma ascensão reta de 22h 31m 30.29s e uma declinação de −32° 20′ 45.7″. Sua magnitude aparente é igual a 4.29. Considerando sua distância de 148 anos-luz em relação à Terra, sua magnitude absoluta é igual a 1.00. Pertence à classe espectral A1V.